# Campeonato de waterpolo en los juegos Commonwealth
El Campeonato de waterpolo de la Commonwealth es la competición de waterpolo que se desarrolla fuera de los Juegos de la Mancomunidad (Commonwealth Games). La competición de waterpolo se celebra desde 2002.

## Torneo masculino
| Año  | Sede       | Oro       | Plata     | Bronce        |
| ---- | ---------- | --------- | --------- | ------------- |
| 2006 | Perth      | Australia | Canadá    | Nueva Zelanda |
| 2002 | Mánchester | Canadá    | Australia | Inglaterra    |

## Torneo femenino
| Año  | Sede       | Oro       | Plata  | Bronce        |
| ---- | ---------- | --------- | ------ | ------------- |
| 2006 | Perth      | Australia | Canadá | Nueva Zelanda |
| 2002 | Mánchester | Australia | Canadá | Inglaterra    |